# Рев I Справедливий
Рев I Справедливий (груз. რევ I მართალი) — цар Кавказької Іберії (Картлі, нині — центральна та східна Грузія) з династії Аршакідів.
Відомий виключно з середньовічних грузинських літописів, які називають його сином вірменського царя, якого професор Туманов ідентифікує як представника династії Аршакідів, Вологеза II (правив у 186–198 роках). Історики вважають, що він зійшов на іберійський престол в результаті повстання іберійської знаті, яке підтримали вірмени, проти свого дядька по материнській лінії Амазаспа I.
Грузинські хроніки Життя царів повідомляють, що Рев, хоч і був поганцем, з розумінням ставився до християнства.